# Ederlezi (cântec)
„Ederlezi” este un cântec folcloric tradițional popular al minorității rome din Balcani.
Cântecul și-a luat numele de la Ederlezi, care este un festival de primăvară, sărbătorind întoarcerea de primăvară, sărbătorită în special de romi din Balcani, Turcia și în alte părți ale lumii. Ederlezi este numele romilor pentru sărbătoarea Bulgariei, Macedoniei și Sarbătoarea Sfântului Gheorghe în Serbia. Este sărbătorită la 6 mai [S.V. 23 aprilie] (apare la aproximativ 40 de zile după echinocțiul de primăvară). Diferitele scrieri balcanice (Herdeljez, Erdelezi) sunt variante ale turcei Hıdırellez, o sărbătoare care semnalează începutul primăverii, și care are loc în aceeași zi.
Versiunea lui Goran Bregović, intitulată „Ederlezi (Scena Djurdjevdana Na Rijeci)”, a fost folosită în filmul Vremea țiganilor (1988) al lui Emir Kusturica, care a făcut cunoscută piesa. A fost interpretată de cântăreața macedoneană Vaska Jankovska, a cărei voce unică a contribuit la succesul său.